# Olujni jahač
Olujni jahač – pierwszy album serbskiej grupy rockowej Faust, wydany w 1991 roku. Album został nagrany w kwietniu i maju 1991 roku w studio Milana Ćiricia w Nowym Sadzie. Album został wydany w 1993 roku w języku węgierskim jako Rockkernek születtem.

## Lista utworów

### Strona A
1. "Ova noć nema kraja" (4:36)
2. "Pogledaj me" (3:45)
3. "Kad si sam" (4:58)
4. "Nebeski anđeli" (3:23)

### Strona B
1. "Ukleti ratnici" (4:06)
2. "Olujni jahač" (3:31)
3. "Probudi se" (4:51)
4. "Pakleni bar" (5:03)

## Wykonawcy
- Tibor Cindrić – wokal
- Robert Sič – gitara basowa, wokal wspierający
- Rudolf Vojnić Purčar – perkusja
- Dragan Mijatović – gitary, wokal wspierający, teksty